# Semigrupo topológico
En matemáticas, un semigrupo topológico es un semigrupo que es simultáneamente un espacio topológico, y cuya operación de semigrupo es continua.
Cada grupo topológico es un semigrupo topológico.